# Liste des planètes mineures non numérotées découvertes en novembre 2006
Pour un article plus général, voir Liste des planètes mineures non numérotées découvertes en 2006.
Pour un article plus général, voir Liste des planètes mineures.
Cet article dresse la liste des planètes mineures (astéroïdes, centaures, objets transneptuniens et assimilés) non numérotées découvertes en novembre 2006 dans l'ordre de leur découverte.
Au 15 janvier 2025, 661 077 des 1 434 993 planètes mineures répertoriées par le Centre des planètes mineures ne sont pas encore numérotées, soit 46,07 %.

## Rappel concernant la désignation provisoire
La désignation provisoire indique l'ordre de découverte de ces objets. En effet, cette désignation est composée de l'année de découverte (par exemple 2006) suivie de la quinzaine (demi-mois) de découverte (p.e. A = 1-15 janvier) puis de l'ordre de découverte dans cette quinzaine. Cet ordre est indiqué par une lettre et éventuellement un chiffre comme suit : A pour la première découverte, B pour la deuxième, ..., Z pour la 25e (le I n'est pas utilisé pour éviter la confusion avec 1), A1 pour la 26e, B1 pour la 27e, etc. , Z1 pour la 50e, A2 pour la 51e, B2 pour la 52e, etc. L'ordre de la numérotation ne suit donc pas l'ordre alphanumérique. 2006 AA1 suit ainsi 2006 AZ et précède 2006 AB1.

## Liste

### Du1erau 15 novembre 2006
- 2006 VB
- 2006 VJ
- 2006 VO
- 2006 VQ
- 2006 VT
- 2006 VB1
- 2006 VC1
- 2006 VD1
- 2006 VG1
- 2006 VJ1
- 2006 VY1
- 2006 VZ1
- 2006 VA2
- 2006 VB2
- 2006 VC2
- 2006 VD2
- 2006 VM2
- 2006 VS2
- 2006 VU2
- 2006 VX2
- 2006 VY2
- 2006 VZ2
- 2006 VB3
- 2006 VK3
- 2006 VP3
- 2006 VZ3
- 2006 VT4
- 2006 VH5
- 2006 VL5
- 2006 VJ6
- 2006 VJ7
- 2006 VU7
- 2006 VR8
- 2006 VH9
- 2006 VX9
- 2006 VY9
- 2006 VL10
- 2006 VV10
- 2006 VS11
- 2006 VW11
- 2006 VE13
- 2006 VF13
- 2006 VG13
- 2006 VP13
- 2006 VT13
- 2006 VO14
- 2006 VA15
- 2006 VK15
- 2006 VL15
- 2006 VN16
- 2006 VG18
- 2006 VL18
- 2006 VM18
- 2006 VW18
- 2006 VJ20
- 2006 VN20
- 2006 VL21
- 2006 VU21
- 2006 VV21
- 2006 VN22
- 2006 VO22
- 2006 VB23
- 2006 VD24
- 2006 VR24
- 2006 VV24
- 2006 VJ25
- 2006 VQ25
- 2006 VW26
- 2006 VX26
- 2006 VE27
- 2006 VU27
- 2006 VE28
- 2006 VP30
- 2006 VZ31
- 2006 VH32
- 2006 VQ32
- 2006 VH33
- 2006 VN33
- 2006 VP33
- 2006 VY33
- 2006 VV34
- 2006 VZ34
- 2006 VD35
- 2006 VE35
- 2006 VM35
- 2006 VP35
- 2006 VX35
- 2006 VO36
- 2006 VS36
- 2006 VF37
- 2006 VY37
- 2006 VG38
- 2006 VM38
- 2006 VP38
- 2006 VR38
- 2006 VC39
- 2006 VH39
- 2006 VN39
- 2006 VO39
- 2006 VQ39
- 2006 VA40
- 2006 VB40
- 2006 VY40
- 2006 VZ40
- 2006 VD41
- 2006 VP41
- 2006 VT41
- 2006 VG42
- 2006 VB43
- 2006 VC43
- 2006 VE43
- 2006 VG43
- 2006 VH43
- 2006 VR43
- 2006 VB45
- 2006 VT45
- 2006 VB47
- 2006 VS47
- 2006 VA52
- 2006 VL52
- 2006 VR53
- 2006 VA54
- 2006 VJ54
- 2006 VL54
- 2006 VP54
- 2006 VY54
- 2006 VE55
- 2006 VL55
- 2006 VC58
- 2006 VE58
- 2006 VQ58
- 2006 VF59
- 2006 VJ59
- 2006 VW59
- 2006 VY60
- 2006 VM61
- 2006 VU61
- 2006 VE62
- 2006 VF62
- 2006 VN64
- 2006 VE66
- 2006 VA67
- 2006 VC67
- 2006 VR68
- 2006 VB69
- 2006 VJ69
- 2006 VK70
- 2006 VF71
- 2006 VK72
- 2006 VO72
- 2006 VY73
- 2006 VQ74
- 2006 VB75
- 2006 VB76
- 2006 VC76
- 2006 VG76
- 2006 VH76
- 2006 VL76
- 2006 VU76
- 2006 VZ76
- 2006 VR77
- 2006 VT77
- 2006 VZ77
- 2006 VB78
- 2006 VJ78
- 2006 VZ78
- 2006 VA79
- 2006 VD79
- 2006 VH79
- 2006 VK79
- 2006 VA80
- 2006 VX80
- 2006 VB81
- 2006 VS81
- 2006 VX81
- 2006 VZ81
- 2006 VF82
- 2006 VM82
- 2006 VO82
- 2006 VZ82
- 2006 VO83
- 2006 VV83
- 2006 VW85
- 2006 VB86
- 2006 VW86
- 2006 VY86
- 2006 VC88
- 2006 VP88
- 2006 VR88
- 2006 VS88
- 2006 VP89
- 2006 VV89
- 2006 VN90
- 2006 VO90
- 2006 VP90
- 2006 VQ90
- 2006 VS90
- 2006 VT90
- 2006 VU90
- 2006 VE91
- 2006 VF91
- 2006 VG91
- 2006 VL91
- 2006 VV91
- 2006 VM92
- 2006 VR92
- 2006 VE93
- 2006 VJ93
- 2006 VL93
- 2006 VN93
- 2006 VU93
- 2006 VV93
- 2006 VX93
- 2006 VO94
- 2006 VW97
- 2006 VY97
- 2006 VS98
- 2006 VT98
- 2006 VY98
- 2006 VJ99
- 2006 VN100
- 2006 VE101
- 2006 VO101
- 2006 VV101
- 2006 VX101
- 2006 VD102
- 2006 VE102
- 2006 VL102
- 2006 VM102
- 2006 VN102
- 2006 VT102
- 2006 VM104
- 2006 VU104
- 2006 VD105
- 2006 VZ106
- 2006 VZ107
- 2006 VC108
- 2006 VF108
- 2006 VC109
- 2006 VM109
- 2006 VH110
- 2006 VE111
- 2006 VR112
- 2006 VD113
- 2006 VC114
- 2006 VE114
- 2006 VJ114
- 2006 VQ114
- 2006 VR114
- 2006 VU114
- 2006 VD115
- 2006 VL115
- 2006 VQ115
- 2006 VZ115
- 2006 VG116
- 2006 VP116
- 2006 VE117
- 2006 VY117
- 2006 VT118
- 2006 VW118
- 2006 VE119
- 2006 VG119
- 2006 VY119
- 2006 VB120
- 2006 VC120
- 2006 VE120
- 2006 VL120
- 2006 VP120
- 2006 VT120
- 2006 VB121
- 2006 VM121
- 2006 VO121
- 2006 VJ122
- 2006 VC123
- 2006 VG123
- 2006 VJ123
- 2006 VD124
- 2006 VB125
- 2006 VJ125
- 2006 VN125
- 2006 VN126
- 2006 VU126
- 2006 VZ126
- 2006 VJ127
- 2006 VR127
- 2006 VY127
- 2006 VE128
- 2006 VM128
- 2006 VP128
- 2006 VW128
- 2006 VZ128
- 2006 VK129
- 2006 VN129
- 2006 VV129
- 2006 VX129
- 2006 VB130
- 2006 VF130
- 2006 VG130
- 2006 VH130
- 2006 VT130
- 2006 VU130
- 2006 VD131
- 2006 VL131
- 2006 VT131
- 2006 VV131
- 2006 VJ132
- 2006 VL132
- 2006 VO132
- 2006 VT132
- 2006 VV132
- 2006 VY132
- 2006 VZ132
- 2006 VB133
- 2006 VD133
- 2006 VE133
- 2006 VK133
- 2006 VL133
- 2006 VM133
- 2006 VX134
- 2006 VF135
- 2006 VX135
- 2006 VB136
- 2006 VX136
- 2006 VJ137
- 2006 VL137
- 2006 VO137
- 2006 VY137
- 2006 VD138
- 2006 VT138
- 2006 VV138
- 2006 VZ139
- 2006 VG140
- 2006 VC141
- 2006 VG141
- 2006 VJ141
- 2006 VR141
- 2006 VS141
- 2006 VU141
- 2006 VD142
- 2006 VK142
- 2006 VN142
- 2006 VY142
- 2006 VQ143
- 2006 VF144
- 2006 VL144
- 2006 VN145
- 2006 VY145
- 2006 VZ145
- 2006 VD146
- 2006 VE146
- 2006 VR146
- 2006 VH147
- 2006 VJ147
- 2006 VK148
- 2006 VW151
- 2006 VZ152
- 2006 VL161
- 2006 VD170
- 2006 VK170
- 2006 VY170
- 2006 VZ170
- 2006 VY171
- 2006 VZ171
- 2006 VU172
- 2006 VA173
- 2006 VD173
- 2006 VL173
- 2006 VP173
- 2006 VY173
- 2006 VB175
- 2006 VF175
- 2006 VG175
- 2006 VH175
- 2006 VN175
- 2006 VP175
- 2006 VQ175
- 2006 VS175
- 2006 VW175
- 2006 VZ175
- 2006 VB176
- 2006 VX176
- 2006 VD177
- 2006 VE177
- 2006 VV177
- 2006 VX177
- 2006 VA178
- 2006 VE178
- 2006 VG178
- 2006 VH178
- 2006 VJ178
- 2006 VL178
- 2006 VM178
- 2006 VN178
- 2006 VP178
- 2006 VY178
- 2006 VD179
- 2006 VS179
- 2006 VW179
- 2006 VX179
- 2006 VY179
- 2006 VZ179
- 2006 VB180
- 2006 VG180
- 2006 VJ180
- 2006 VR180
- 2006 VU180
- 2006 VW180
- 2006 VB181
- 2006 VC181
- 2006 VD181
- 2006 VF181
- 2006 VL181
- 2006 VN181
- 2006 VO181
- 2006 VQ181
- 2006 VS181
- 2006 VG182
- 2006 VH182
- 2006 VJ182
- 2006 VO182
- 2006 VQ182
- 2006 VW182
- 2006 VA183
- 2006 VB183
- 2006 VD183
- 2006 VE183
- 2006 VF183
- 2006 VM183
- 2006 VN183
- 2006 VO183
- 2006 VS183
- 2006 VU183
- 2006 VV183
- 2006 VW183
- 2006 VX183
- 2006 VY183
- 2006 VZ183
- 2006 VA184
- 2006 VB184
- 2006 VC184
- 2006 VD184
- 2006 VN184
- 2006 VO184
- 2006 VP184
- 2006 VQ184
- 2006 VT184
- 2006 VB185
- 2006 VC185
- 2006 VD185
- 2006 VE185
- 2006 VF185
- 2006 VG185
- 2006 VT185
- 2006 VU185
- 2006 VV185
- 2006 VW185
- 2006 VY185
- 2006 VA186
- 2006 VB186
- 2006 VE186
- 2006 VF186
- 2006 VJ186
- 2006 VK186
- 2006 VM186
- 2006 VN186
- 2006 VO186
- 2006 VP186
- 2006 VQ186
- 2006 VR186
- 2006 VS186
- 2006 VT186
- 2006 VU186
- 2006 VY186
- 2006 VZ186
- 2006 VA187
- 2006 VD187
- 2006 VE187
- 2006 VH187
- 2006 VJ187
- 2006 VK187
- 2006 VM187
- 2006 VO187
- 2006 VP187
- 2006 VR187
- 2006 VS187
- 2006 VT187
- 2006 VU187
- 2006 VV187
- 2006 VW187
- 2006 VX187
- 2006 VY187
- 2006 VZ187
- 2006 VA188
- 2006 VB188
- 2006 VC188
- 2006 VD188
- 2006 VE188
- 2006 VF188
- 2006 VG188
- 2006 VH188
- 2006 VJ188
- 2006 VK188
- 2006 VL188
- 2006 VM188

### Du 16 au 30 novembre 2006
- 2006 WB
- 2006 WV
- 2006 WX
- 2006 WO1
- 2006 WP1
- 2006 WT1
- 2006 WU1
- 2006 WV1
- 2006 WA3
- 2006 WB3
- 2006 WF3
- 2006 WJ3
- 2006 WK3
- 2006 WM3
- 2006 WN3
- 2006 WP3
- 2006 WQ3
- 2006 WS3
- 2006 WT3
- 2006 WU3
- 2006 WX3
- 2006 WY3
- 2006 WZ3
- 2006 WA4
- 2006 WS5
- 2006 WX5
- 2006 WE6
- 2006 WF6
- 2006 WR6
- 2006 WB7
- 2006 WV7
- 2006 WH10
- 2006 WE12
- 2006 WH12
- 2006 WS12
- 2006 WB13
- 2006 WD13
- 2006 WP15
- 2006 WT15
- 2006 WE16
- 2006 WG16
- 2006 WQ16
- 2006 WO17
- 2006 WR17
- 2006 WU17
- 2006 WE18
- 2006 WF18
- 2006 WJ18
- 2006 WN18
- 2006 WO18
- 2006 WX18
- 2006 WJ19
- 2006 WL19
- 2006 WU19
- 2006 WC20
- 2006 WU21
- 2006 WW21
- 2006 WB22
- 2006 WC22
- 2006 WD22
- 2006 WM22
- 2006 WN23
- 2006 WY23
- 2006 WA24
- 2006 WE24
- 2006 WP25
- 2006 WC26
- 2006 WH26
- 2006 WP27
- 2006 WJ29
- 2006 WM29
- 2006 WN29
- 2006 WR29
- 2006 WS29
- 2006 WT29
- 2006 WV29
- 2006 WX29
- 2006 WZ29
- 2006 WA30
- 2006 WB30
- 2006 WC30
- 2006 WF30
- 2006 WQ30
- 2006 WC31
- 2006 WD31
- 2006 WF31
- 2006 WK32
- 2006 WS32
- 2006 WE33
- 2006 WJ33
- 2006 WP33
- 2006 WY34
- 2006 WB35
- 2006 WL35
- 2006 WB36
- 2006 WC36
- 2006 WM36
- 2006 WX36
- 2006 WZ36
- 2006 WF37
- 2006 WG37
- 2006 WH37
- 2006 WR37
- 2006 WU37
- 2006 WA38
- 2006 WG38
- 2006 WM38
- 2006 WP38
- 2006 WQ38
- 2006 WY38
- 2006 WB39
- 2006 WJ40
- 2006 WN40
- 2006 WV40
- 2006 WZ40
- 2006 WK41
- 2006 WL41
- 2006 WQ41
- 2006 WF42
- 2006 WM42
- 2006 WB43
- 2006 WH43
- 2006 WK43
- 2006 WU43
- 2006 WV44
- 2006 WF45
- 2006 WG45
- 2006 WJ45
- 2006 WS45
- 2006 WT45
- 2006 WF46
- 2006 WK46
- 2006 WO46
- 2006 WP47
- 2006 WW48
- 2006 WH49
- 2006 WP49
- 2006 WR49
- 2006 WA50
- 2006 WK50
- 2006 WT51
- 2006 WV51
- 2006 WO52
- 2006 WA55
- 2006 WO55
- 2006 WB56
- 2006 WE58
- 2006 WJ58
- 2006 WL58
- 2006 WS58
- 2006 WW58
- 2006 WB59
- 2006 WE59
- 2006 WM59
- 2006 WT59
- 2006 WJ60
- 2006 WX60
- 2006 WD63
- 2006 WE63
- 2006 WH63
- 2006 WD64
- 2006 WP64
- 2006 WR64
- 2006 WW64
- 2006 WF65
- 2006 WH65
- 2006 WA66
- 2006 WD66
- 2006 WF66
- 2006 WK66
- 2006 WN66
- 2006 WO66
- 2006 WA67
- 2006 WV67
- 2006 WK68
- 2006 WL70
- 2006 WO70
- 2006 WE71
- 2006 WT71
- 2006 WK72
- 2006 WO72
- 2006 WB73
- 2006 WO73
- 2006 WS73
- 2006 WU73
- 2006 WF74
- 2006 WG74
- 2006 WQ74
- 2006 WW74
- 2006 WQ75
- 2006 WA76
- 2006 WK76
- 2006 WP76
- 2006 WY76
- 2006 WA77
- 2006 WN77
- 2006 WQ77
- 2006 WV77
- 2006 WH78
- 2006 WQ78
- 2006 WW78
- 2006 WE79
- 2006 WM79
- 2006 WN79
- 2006 WP79
- 2006 WT79
- 2006 WC80
- 2006 WT80
- 2006 WB81
- 2006 WY81
- 2006 WB82
- 2006 WU82
- 2006 WZ82
- 2006 WP83
- 2006 WX83
- 2006 WE84
- 2006 WJ84
- 2006 WQ84
- 2006 WU84
- 2006 WK85
- 2006 WS85
- 2006 WU86
- 2006 WG87
- 2006 WH87
- 2006 WS87
- 2006 WG90
- 2006 WU90
- 2006 WW90
- 2006 WY90
- 2006 WC91
- 2006 WK91
- 2006 WX91
- 2006 WB92
- 2006 WD92
- 2006 WG92
- 2006 WS92
- 2006 WV92
- 2006 WE93
- 2006 WN93
- 2006 WQ93
- 2006 WF94
- 2006 WN94
- 2006 WS95
- 2006 WX95
- 2006 WD96
- 2006 WN96
- 2006 WB97
- 2006 WD97
- 2006 WE97
- 2006 WH97
- 2006 WQ97
- 2006 WR97
- 2006 WT97
- 2006 WP98
- 2006 WT98
- 2006 WF99
- 2006 WG99
- 2006 WP99
- 2006 WT99
- 2006 WB101
- 2006 WL101
- 2006 WA102
- 2006 WC104
- 2006 WR104
- 2006 WA105
- 2006 WO105
- 2006 WX105
- 2006 WP106
- 2006 WU106
- 2006 WQ108
- 2006 WR108
- 2006 WV108
- 2006 WL113
- 2006 WZ113
- 2006 WE114
- 2006 WG114
- 2006 WV114
- 2006 WW114
- 2006 WE116
- 2006 WH116
- 2006 WP116
- 2006 WV116
- 2006 WX116
- 2006 WL117
- 2006 WC118
- 2006 WG118
- 2006 WJ118
- 2006 WC119
- 2006 WG119
- 2006 WL119
- 2006 WM119
- 2006 WN119
- 2006 WP119
- 2006 WW119
- 2006 WD120
- 2006 WT120
- 2006 WB121
- 2006 WF121
- 2006 WG121
- 2006 WE122
- 2006 WF122
- 2006 WG122
- 2006 WJ122
- 2006 WN122
- 2006 WR122
- 2006 WC123
- 2006 WE123
- 2006 WH123
- 2006 WW124
- 2006 WK125
- 2006 WU125
- 2006 WY125
- 2006 WA127
- 2006 WB127
- 2006 WC127
- 2006 WM127
- 2006 WQ127
- 2006 WD128
- 2006 WR128
- 2006 WD129
- 2006 WE129
- 2006 WF129
- 2006 WG129
- 2006 WK129
- 2006 WT129
- 2006 WC130
- 2006 WG130
- 2006 WH130
- 2006 WJ130
- 2006 WK130
- 2006 WO130
- 2006 WT130
- 2006 WF131
- 2006 WR131
- 2006 WS131
- 2006 WZ131
- 2006 WP132
- 2006 WQ132
- 2006 WV132
- 2006 WJ133
- 2006 WV133
- 2006 WY133
- 2006 WC134
- 2006 WD134
- 2006 WF134
- 2006 WB135
- 2006 WR135
- 2006 WA136
- 2006 WF136
- 2006 WG136
- 2006 WH136
- 2006 WK136
- 2006 WP136
- 2006 WF137
- 2006 WW137
- 2006 WN139
- 2006 WS139
- 2006 WT139
- 2006 WJ140
- 2006 WM140
- 2006 WN140
- 2006 WO140
- 2006 WT140
- 2006 WX140
- 2006 WA141
- 2006 WK141
- 2006 WF142
- 2006 WG142
- 2006 WK142
- 2006 WR142
- 2006 WV142
- 2006 WE143
- 2006 WC144
- 2006 WO144
- 2006 WR144
- 2006 WB145
- 2006 WD145
- 2006 WF145
- 2006 WK145
- 2006 WT145
- 2006 WY145
- 2006 WC146
- 2006 WE146
- 2006 WH147
- 2006 WA148
- 2006 WN148
- 2006 WB149
- 2006 WO151
- 2006 WS151
- 2006 WJ152
- 2006 WO152
- 2006 WY153
- 2006 WG154
- 2006 WH154
- 2006 WJ154
- 2006 WL154
- 2006 WW154
- 2006 WX154
- 2006 WN155
- 2006 WQ155
- 2006 WT155
- 2006 WY155
- 2006 WD156
- 2006 WF156
- 2006 WJ156
- 2006 WM156
- 2006 WW156
- 2006 WT158
- 2006 WW158
- 2006 WD159
- 2006 WQ159
- 2006 WD162
- 2006 WE162
- 2006 WG162
- 2006 WP162
- 2006 WU162
- 2006 WV162
- 2006 WC163
- 2006 WM163
- 2006 WO163
- 2006 WT163
- 2006 WY163
- 2006 WA164
- 2006 WM164
- 2006 WQ164
- 2006 WV164
- 2006 WX164
- 2006 WA165
- 2006 WG165
- 2006 WJ165
- 2006 WL165
- 2006 WM165
- 2006 WN165
- 2006 WR165
- 2006 WT165
- 2006 WV165
- 2006 WC166
- 2006 WH166
- 2006 WK166
- 2006 WL166
- 2006 WT166
- 2006 WD167
- 2006 WK167
- 2006 WM167
- 2006 WN167
- 2006 WO167
- 2006 WW167
- 2006 WZ167
- 2006 WN168
- 2006 WQ168
- 2006 WS168
- 2006 WZ168
- 2006 WA169
- 2006 WB169
- 2006 WW169
- 2006 WB170
- 2006 WF170
- 2006 WZ171
- 2006 WK172
- 2006 WL172
- 2006 WE173
- 2006 WH173
- 2006 WK173
- 2006 WT174
- 2006 WV174
- 2006 WX174
- 2006 WC176
- 2006 WJ176
- 2006 WL176
- 2006 WZ176
- 2006 WS178
- 2006 WL179
- 2006 WM179
- 2006 WQ179
- 2006 WG180
- 2006 WL180
- 2006 WR180
- 2006 WZ180
- 2006 WM181
- 2006 WO181
- 2006 WQ181
- 2006 WT181
- 2006 WY181
- 2006 WF182
- 2006 WN182
- 2006 WD183
- 2006 WS183
- 2006 WP184
- 2006 WZ184
- 2006 WQ185
- 2006 WN188
- 2006 WA191
- 2006 WY191
- 2006 WS195
- 2006 WS197
- 2006 WC200
- 2006 WU200
- 2006 WE203
- 2006 WO203
- 2006 WQ203
- 2006 WU204
- 2006 WD205
- 2006 WG205
- 2006 WM205
- 2006 WN205
- 2006 WS205
- 2006 WT205
- 2006 WX205
- 2006 WA206
- 2006 WF206
- 2006 WG206
- 2006 WW207
- 2006 WD208
- 2006 WK208
- 2006 WL208
- 2006 WB209
- 2006 WC210
- 2006 WB212
- 2006 WK212
- 2006 WS212
- 2006 WW212
- 2006 WY212
- 2006 WE213
- 2006 WS213
- 2006 WB214
- 2006 WQ214
- 2006 WU214
- 2006 WW214
- 2006 WX214
- 2006 WY214
- 2006 WZ214
- 2006 WL215
- 2006 WM215
- 2006 WN215
- 2006 WR215
- 2006 WU215
- 2006 WC216
- 2006 WF216
- 2006 WK216
- 2006 WM216
- 2006 WN216
- 2006 WO216
- 2006 WP216
- 2006 WQ216
- 2006 WR216
- 2006 WV216
- 2006 WX216
- 2006 WY216
- 2006 WE218
- 2006 WJ218
- 2006 WK218
- 2006 WL219
- 2006 WN219
- 2006 WP219
- 2006 WS219
- 2006 WZ219
- 2006 WC220
- 2006 WO220
- 2006 WU220
- 2006 WB221
- 2006 WC221
- 2006 WG221
- 2006 WH221
- 2006 WJ221
- 2006 WK221
- 2006 WA222
- 2006 WB222
- 2006 WD222
- 2006 WE222
- 2006 WG222
- 2006 WH222
- 2006 WJ222
- 2006 WL222
- 2006 WM222
- 2006 WN222
- 2006 WO222
- 2006 WP222
- 2006 WS222
- 2006 WV222
- 2006 WW222
- 2006 WN223
- 2006 WT223
- 2006 WL224
- 2006 WX224
- 2006 WG225
- 2006 WH225
- 2006 WP225
- 2006 WU225
- 2006 WV225
- 2006 WZ225
- 2006 WG226
- 2006 WK226
- 2006 WM226
- 2006 WP226
- 2006 WW226
- 2006 WX226
- 2006 WY226
- 2006 WC227
- 2006 WD227
- 2006 WG227
- 2006 WH227
- 2006 WK227
- 2006 WL227
- 2006 WN227
- 2006 WP227
- 2006 WQ227
- 2006 WR227
- 2006 WS227
- 2006 WT227
- 2006 WL228
- 2006 WO228
- 2006 WS228
- 2006 WT228
- 2006 WU228
- 2006 WX228
- 2006 WZ228
- 2006 WB229
- 2006 WC229
- 2006 WD229
- 2006 WE229
- 2006 WG229
- 2006 WH229
- 2006 WJ229
- 2006 WR229
- 2006 WV229
- 2006 WW229
- 2006 WX229
- 2006 WH230
- 2006 WK230
- 2006 WT230
- 2006 WU230
- 2006 WY230
- 2006 WE231
- 2006 WF231
- 2006 WH231
- 2006 WN231
- 2006 WO231
- 2006 WX231
- 2006 WE232
- 2006 WL232
- 2006 WO232
- 2006 WS232
- 2006 WW232
- 2006 WA233
- 2006 WB233
- 2006 WC233
- 2006 WD233
- 2006 WL233
- 2006 WO233
- 2006 WP233
- 2006 WQ233
- 2006 WS233
- 2006 WV233
- 2006 WY233
- 2006 WZ233
- 2006 WC234
- 2006 WD234
- 2006 WE234
- 2006 WG234
- 2006 WK234
- 2006 WL234
- 2006 WM234
- 2006 WO234
- 2006 WR234
- 2006 WS234
- 2006 WT234
- 2006 WV234
- 2006 WA235
- 2006 WB235
- 2006 WG235
- 2006 WP235
- 2006 WQ235
- 2006 WS235
- 2006 WU235
- 2006 WW235
- 2006 WX235
- 2006 WY235
- 2006 WZ235
- 2006 WA236
- 2006 WB236
- 2006 WC236
- 2006 WD236
- 2006 WG236
- 2006 WL236
- 2006 WM236
- 2006 WN236
- 2006 WQ236
- 2006 WR236
- 2006 WT236
- 2006 WU236
- 2006 WV236
- 2006 WW236
- 2006 WY236
- 2006 WZ236
- 2006 WB237
- 2006 WC237
- 2006 WE237
- 2006 WF237
- 2006 WG237
- 2006 WH237
- 2006 WJ237
- 2006 WK237
- 2006 WL237
- 2006 WM237
- 2006 WN237
- 2006 WO237
- 2006 WP237
- 2006 WQ237
- 2006 WR237
- 2006 WS237
- 2006 WT237
- 2006 WU237
- 2006 WV237
- 2006 WW237
- 2006 WX237
- 2006 WY237
- 2006 WZ237
- 2006 WA238
- 2006 WB238
- 2006 WC238
- 2006 WD238
- 2006 WF238
- 2006 WG238
- 2006 WH238
- 2006 WJ238
- 2006 WK238
- 2006 WL238
- 2006 WM238
- 2006 WN238
- 2006 WO238
- 2006 WP238
- 2006 WQ238
- 2006 WR238
- 2006 WS238
- 2006 WT238